# Нельсон (остров, Египет)
Нельсон (араб. جزيرة نيلسون‎), также Дисуки — остров в Египте, в заливе (бухте) Абу-Кир Средиземного моря, к северо-востоку от города Абу-Кир и Александрии. Назван по фамилии адмирала Горацио Нельсона, командовавшего королевским военно-морским флотом Великобритании в битве при Абукире.
На острове находится маяк, вспышка белым светом каждые 5 секунд, высота 22 м, дальность белого света маяка составляет 12 морских миль (Fl 5s 22m 12M).
В 2000 году итальянский археолог Паоло Галло (Paolo Gallo) во время раскопок на острове Нельсон обнаружил британские захоронения периода Французских революционных войн. 18 апреля 2005 года останки 30 человек с воинскими почестями перезахоронены на военном кладбище Британского содружества в аш-Шатби в Александрии, в присутствии посла Великобритании в Египте Дерека Пламбли, консула Великобритании в Александрии, губернатора Александрии Мухаммада Махгуба, экипажа фрегата HMS Chatham и потомка командора Джеймса Рассела (James Russell), чью личность удалось установить.